# Ítalo Fratezzi
Italo Fratezzi (Belo Horizonte, 24 de maio de 1906 — Belo Horizonte, 22 de maio de 1980), mais conhecido como Bengala, foi um treinador e futebolista brasileiro que atuou como ponta-esquerda.

## Carreira
Italo Fratezzi, o Bengala, chegou ao Palestra Itália em 1925 e já dizia: ´´Só saio daqui quando morrer.``
Começava, então, a carreira de um dos jogadores mais cheios de disposição e talento que já pisaram o campo do Barro Preto.
Objetivo e veloz, como convinha a um bom ponta-esquerda, Bengala logo se destacou no Palestra jogando com a camisa 11 ou com a 10, pela meia - esquerda.
Com os reforços contratados pelo presidente Américo Gasparini, o time se armou e Bengala tornou-se o grande ídolo da torcida. Campeão em 1928, acabou sendo um dos principais responsáveis pelo bi em 1929 e o tri, em 1930, quando foi, ao lado de Niginho, a grande estrela do time que ganhou o apelido de Academia do Barro Preto, além de conseguir dar fim à uma sequência de dez títulos do América MG.
Em 1940, quando Bengala se tornou técnico, o Palestra conquistou o seu útlimo título com o velho nome. Bengala foi então treinar o Botafogo, em 1943, mas voltou a Belo Horizonte, onde treinou o Cruzeiro e a Seleção Mineira, abandonando definitivamente o futebol profissional.

## Morte
Continuou no Cruzeiro ajudando a construir o grande clube de hoje, até morrer, em 22 de junho de 1980.

## Títulos

### Como jogador
Palestra Itália
- Campeonato Mineiro: 1928, 1929, 1930 e 1932
- Torneio Início: 1926, 1927, 1929, 1938

### Como treinador
Palestra Itália
- Campeonato Mineiro: 1940 e 1944